# Zomba (Węgry)
Zomba – wieś w komitacie Tolna w pobliżu miejscowości Szekszárd w południowych Węgrzech.

## Historia
Historia tych terenów sięga już czasów rzymskich. Natomiast pierwsze wzmianki pochodzą z roku 1015, kiedy ta miejscowość została wymieniona przez króla Stefana I przy okazji opactwa w Peczu.

## Linki zewnętrzne

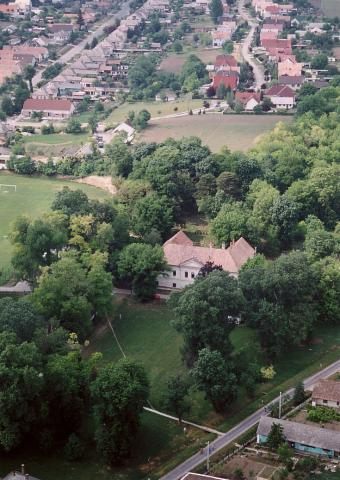
Widok Zomby z lotu ptaka

## Miasta partnerskie
- Hanstedt, (Niemcy)